# Kenella biseriata
Kenella biseriata är en mossdjursart som först beskrevs av Busk 1884.  Kenella biseriata ingår i släktet Kenella och familjen Flustridae. Inga underarter finns listade i Catalogue of Life.